# 전족

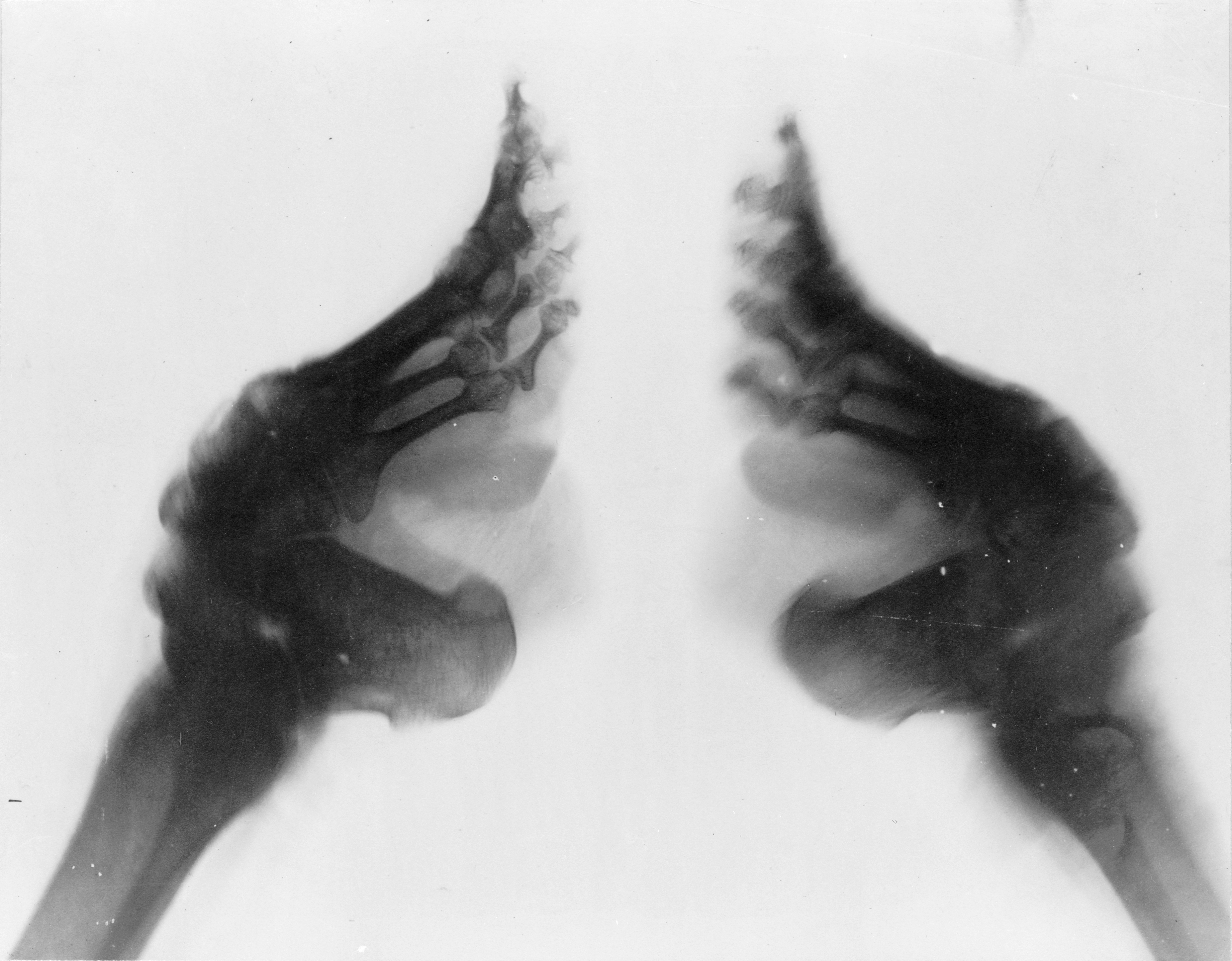
전족을 한 발의 X레이 사진

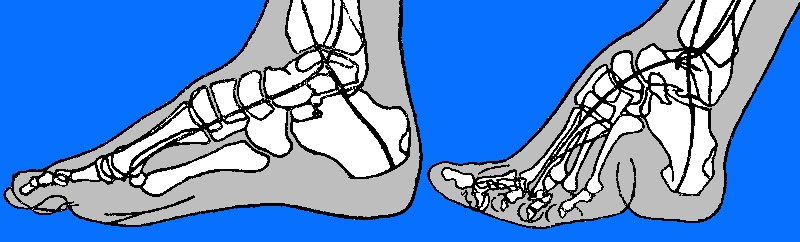
정상적인 발과 전족을 한 발의 비교도

전족(중국어 간체자: 缠足, 정체자: 纏足, 병음: chánzú)은 어린 소녀나 여성의 발을 인위적으로 묶어 성장하지 못하게 하는 풍속으로 중국 미인의 조건이었고, 이것은 10세기 초부터 20세기까지 거의 1,000년 간을 지속한 풍습이다.
중국에서 3∼6세에 여자아이는 가로 10cm, 세로 2∼2.5cm의 헝겊을 발에 동여매고 엄지발가락 이외의 발가락 을 발바닥 방향으로 접어넣듯 묶어 조그만 신에 고정시킨다. 발뒤꿈치에서 발끝까지 약 10cm가 이상적이라고 하며, 그 상태로 성장한 여자의 발은 심하게 변형되었다고 한다. 뿐만아니라 전족을하면 발끝으로 종종거리며 걸어야 하였고, 등뼈가 기형적으로 튀어나와 서 있는 자세도 이상해졌다. 그런데 이런 모습이 당시에는 인기 있는 여성상이었다고 한다.
원래 이 풍습은 중국 북부에서 부유한 계층에만 내려오는 풍속이었으나 청나라 말기에 이르러는 여성의 노동력이 필요한 몹시 가난한 계층을 제외하고 거의 모든 계층에까지 퍼졌다. 특히 상류층을 동경하는 서민층에서 급속도로 퍼졌다고 한다. 보통 전족은 아이의 어머니나 여자 친척이 발을 싸 주며 해 주었으며, 전족은 처음엔 다 자란 여자의 발을 묶는 것이었지만 점점 더 작은 발에 대한 판타지로 발전해 여자아이가 3, 4살이 되면 무명천으로 꽁꽁 발을 동여매어 더 자라지 못하도록 하는 것으로 변하였고, 아동은 전족을 시작한 1~2년간은 고통 때문에 집 안에서 보낸다. 전족은 딸아이가 네다섯 살이 되면 닭을 잡아 뜨거운 뱃속에 아이의 발을 집어 넣어 부드럽게 만든다. 그 다음, 엄지 발가락만 남기고 나머지 네 발가락을 완전히 꺾어 바닥에 밀착시킨다. 그리고 그 후 예쁜 발모양을 만들기 위해 계속 걷게 시킨다. 그리고 이러한 시대의 문화는 몇가지 인용구로 엿볼 수 있다. "아무리 얼굴이 예뻐도 발이 뚱뚱하면 반쪽 미인이지요, 흥!" -명나라 전족 미인, 백금련씨-, "남자는 양이요, 여자는 음! 여자라면 작고 여리고 부드러워야지요, 발까지도..." -송나라 유학자 주희씨-. 상류층들의 부녀자들은 앞다퉈 전족이 되기를 자처했고, 전족을 하지 않은 여성은 천민으로 취급되었다. 당송팔대가 중의 유명한 시인도 전족을 예찬하며 시 수십 수를 남겼다. "나란히 섰던 두 발 넘어지니 애처롭네 섬세한 아름다움 어찌 말로 다하리 그저 손안에 넣고 즐겨 볼 뿐" -송나라, 소동파 (시). 또, 1년에 한 번 마을마다 전족 대회도 열렸다고 전해진다.

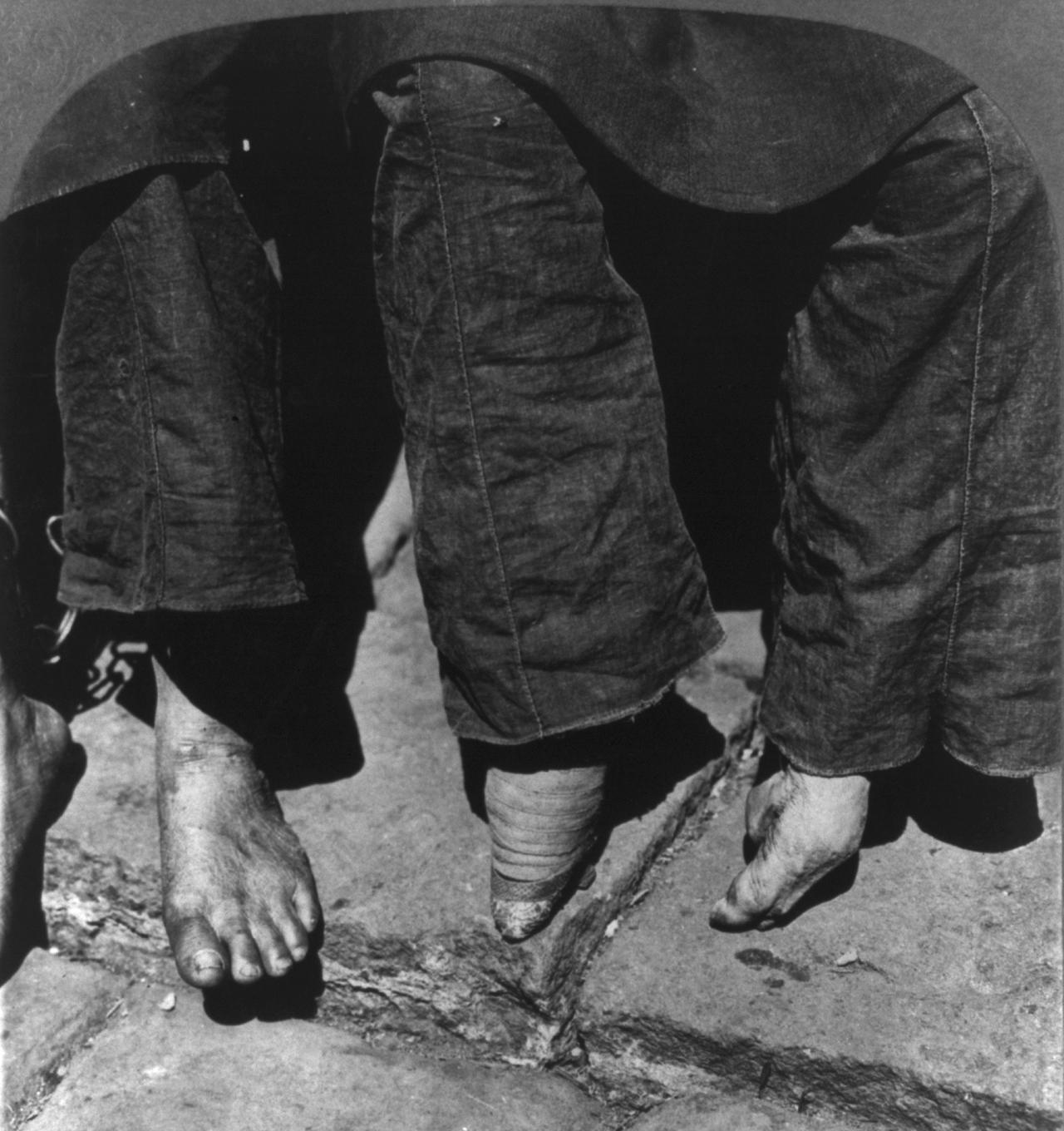
정상적인 발 (왼쪽)을 가진 여성과 구부러진 발을 가진 여성의 비교 (1902년)

전족의 풍습이 시작된 것은 송나라 때인 10세기 초반부터라고 전해지며 17세기 만주족이 중국을 정복한 후 이 풍습을 폐지하려고 하였으나 실패하였고, 청나라에 이르러 만주족이 한족 여자들을 중심으로 한 전족 풍습을 금지시켰으나, 줄어들기는커녕 한족뿐 아니라 만주족의 여자들까지 전족의 유행에 휩싸였다고 한다.
전족의 이유에 대하여는 여러 가지 설이 있다. 한 예는 성적인 이유. 여성이 전족을 하면 서 있거나 걷는 자세가 불안정해 마치 오리가 걷는 것처럼 뒤뚱거리게 되는데 이러한 모습이 남성에게 성적으로 어필한다고도 하며 발의 성장, 발달을 막아서 전체적으로 여성의 몸이 연약해지고 유연해져 부드러워지기 때문에 강요한다고도 한다.
두 번째는, 당나라 때 서방(西方) 오랑캐 여인의 발끝으로 추는 춤이 유행했는데 이것이 중국 전체에 내재화된 것이라고도 한다.
마지막으로 세 번째는, 사회적·경제적 설명으로, 굳이 여자가 밭에 나가 일을 해도 되지 않을 정도로 부유하거나 고귀한 신분이라는 것을 과시하는 용도였다고 한다. 전족을 한 발로는 걸을 수야 있었지만 뛰거나 힘든 일을 할 수 없었으므로 신분이 높은 여성이란 사실을 과시하는 역할이 있었다. 그리고 그당시 집안에 발 큰 여성을 들이는 것은 가문의 수치라고도 여겨졌다.
다른 설로는 전족을 한 여자는 빨리 걸을 수도 없어서 여자가 귀한 중국에서 여자들을 도망가지 못하게 하려고 시켰다는 말도 있지만, 실은 조그만 발로 커다란 몸을 지탱하며 종종 걸어야 했기에 엉덩이와 허벅지, 음부의 괄약근 운동이 되어 남자에게 커다란 쾌감을 준다는 설명이다. 18세기, 19세기에는 전족 풍습을 문명이라고 부르고 전족을 하지 않는 이들을 야만적이라 평하기도 했다.
최근에는 여성의 이동을 제한하여 장시간 앉아서 직물을 짜고 옷을 만들 노동력을 확보하기 위함이라는 설도 제기되었다.
전족의 풍습은 20세기까지 내려왔고 1912년 중화민국이 수립되었을 때 금지되었다. 그러나 그 후에도 이 풍습은 암암리에 계속되었으며 1949년 중화인민공화국이 수립되고 나서 강력한 전족 금지 법령을 만들어 반포했는데 이 법령은 현재도 유효하다. 대만에서는 일본의 식민 통치 시대에 대만총독부가 전족을 아편, 변발과 함께 대만의 악습으로 간주하면서 대만 전역에서 대대적인 추방 운동이 전개되면서 폐지되었다.

## 같이 보기
- 편두 (풍습)
- 신체 개조

1. ↑  ebs(지식
2. ↑  “중국 여성이 전족을 감수한 또 하나의 이유가 제시됐다”. 2017년 5월 29일. 2020년 4월 17일에 확인함.